# Bầu cử tổng thống Hàn Quốc 2007
Cuộc bầu cử Tổng thống Hàn Quốc lần thứ 17 tổ chức vào ngày 19 tháng 12 năm 2007 với sự thắng lợi của ông Lee Myung-bak thuộc Đảng Đại Dân tộc. Ông Lee Myung-bak đã vượt qua 11 ứng cử viên khác, trong đó có ông Chung Dong-young của Đảng Dân chủ Mới Thống nhất và ông Lee Hoi-chang (ứng cử viên độc lập).
Việc ông Lee Myung-bak thắng lợi đánh dấu lần đầu tiên trong vòng 10 năm, một ứng cử viên bảo thủ trở thành Tổng thống. Đồng thời đây là lần đầu tiên một tổng thống ngay sau khi thắng cử đã bị điều tra về các hoạt động trước đó.

## Các ứng cử viên
| Ứng cử viên      | Đảng                        | Ghi chú |
| ---------------- | --------------------------- | ------- |
| Chung Dong-young | Đảng Dân chủ Mới Thống nhất |         |
| Lee Myung-bak    | Đảng Đại Dân tộc            |         |
| Kwon Young-ghil  | Đảng Lao động Dân chủ       |         |
| Lee In-je        | Đảng Dân chủ                |         |
| Sim Dae-pyong    | Đảng Đầu tiên Nhân dân      |         |
| Moon Kook-hyun   | Đảng Hàn Quốc Sáng tạo      |         |
| Chung Kun-mo     |                             |         |
| Huh Kyoung-young | Đảng Cộng hòa               |         |
| Chun Kwan        |                             |         |
| Geum Min         | Đảng Xã hội Hàn Quốc        |         |
| Lee Soo-sung     |                             |         |
| Lee Hoi-chang    | Ứng cử viên độc lập         |         |

## Kết quả
Tóm tắt kết quả cuộc bầu cử Tổng thống Hàn Quốc ngày 19 tháng 12 2007
| Ứng cử viên               | Đảng                        | Số phiếu ủng hộ | %     |
| ------------------------- | --------------------------- | --------------- | ----- |
| Lee Myung-bak (이명박)    | Đảng Đại Dân tộc            | 11.492.389      | 48,7  |
| Chung Dong-young (정동영) | Đảng Dân chủ Mới Thống nhất | 6.174.681       | 26,1  |
| Lee Hoi-chang (이회창)    | Ứng cử viên độc lập         | 3.559.963       | 15,1  |
| Moon Kook-hyun (문국현)   | Đảng Hàn Quốc Sáng tạo      | 1.375.498       | 5,8   |
| Kwon Young-ghil (권영길)  | Đảng Lao động Dân chủ       | 712.121         | 3,0   |
| Lee In-je (이인제)        | Đảng Dân chủ                | 160.708         | 0,7   |
| Huh Kyoung-young (허경영) | Đảng Cộng hòa               | 96.756          | 0,4   |
| Geum Min (금민)           | Đảng Xã hội Hàn Quốc        | 18.223          | 0,1   |
| Chung Kun-mo (정근모)     |                             | 15.380          | 0,1   |
| Chun Kwan (전관)          |                             | 7.161           | 0,0   |
| Tổng số (62,9%)           | Tổng số (62,9%)             | 23.732.854      | 100.0 |
| Nguồn: NEC                |                             |                 |       |